# Android Auto
O Android Auto é um aplicativo móvel desenvolvido pela Google, baseado no sistema operacional Android que fornece uma interface de usuário personalizada para ser utilizada em um automóvel, geralmente conectado a uma unidade principal.
Quando um dispositivo Android é emparelhado com a unidade principal automotiva, o sistema pode espelhar alguns aplicativos na tela do veículo. Os aplicativos suportados incluem navegação por GPS, reprodução de música, podcasts e audiolivros, envio de mensagens, ligações e pesquisa na Web. 
O Android Auto faz parte da Open Automotive Alliance, uma parceria de 28 fabricantes de automóveis e empresas de tecnologia, disponível em 36 países.

## Funcionamento

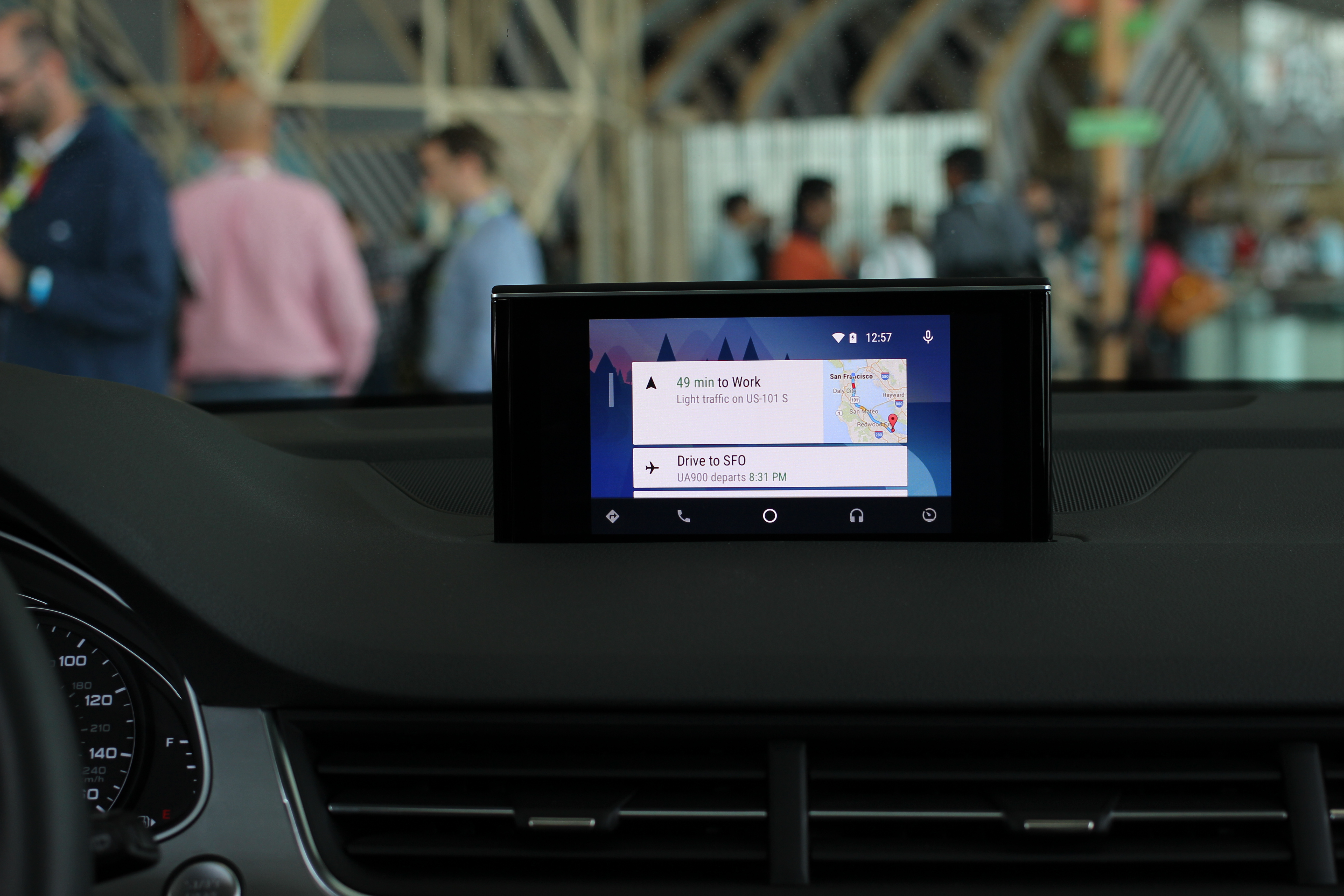
Tela inicial do Android Auto

O Android Auto pode ser utilizado através de um dispositivo móvel Android que executa o aplicativo, atuando como um controlador mestre na unidade automotiva do painel de um veículo que suporte essa funcionalidade. Uma vez que o dispositivo do usuário esteja conectado ao veículo, a unidade principal servirá como uma tela externa para o dispositivo Android, apresentando uma interface de usuário específica fornecida pelo aplicativo móvel. Nas primeiras interações do Android Auto, o dispositivo precisa ser conectado via USB ao carro.
Em novembro de 2016, a Google adicionou a opção de executar o Android Auto como um aplicativo regular em um dispositivo Android, ou seja, sem a necessidade de estar conectado a uma unidade principal de um carro.